# Leptocerus sinuosus
Leptocerus sinuosus är en nattsländeart som beskrevs av Gibbs 1973. Leptocerus sinuosus ingår i släktet Leptocerus och familjen långhornssländor. Inga underarter finns listade i Catalogue of Life.